# マッシモ・ブルーノ
マッシモ・ブルーノ（Massimo Bruno 、1993年9月17日 - ）は、ベルギー・ブッス出身のプロサッカー選手。ブルサスポル所属。ポジションはMF。

## 経歴

### クラブ
いくつかのユースチームでのプレーを経て、シャルルロワSCでプロデビュー。
2011年5月、かつてアカデミーに在籍したRSCアンデルレヒトに移籍。
2014年6月12日、2.ブンデスリーガのRBライプツィヒに当時のリーグ記録となる900万ユーロで移籍。またレッドブル・ザルツブルクへのレンタル移籍も併せて発表された。
2016年8月30日、買い取りオプション付のレンタルでアンデルレヒトに復帰。
2018年8月31日、シャルルロワSCに完全移籍。
2021年8月14日、ブルーノはTFFファーストリーグのブルサスポルと契約を結んだ。2022年6月29日、ブルーノはコルトレイクと3年契約を結んだ。 2024-25シーズン、ブルーノは開幕月の最初の6試合のうち5試合に先発出場したが、その後ベンチ要員に降格した。

### 代表
ユース年代のベルギー代表歴がある。

## タイトル
アンデルレヒト
- ジュピラー・プロ・リーグ: 2012-13, 2013-14, 2016-17
- ベルギー・スーパーカップ: 2017

レッドブル・ザルツブルク
- オーストリア・ブンデスリーガ: 2014-15
- オーストリア・カップ: 2014-15